# Ferrari P 540 Superfast Aperta
La Ferrari P 540 Superfast Aperta est un modèle créé en 2009 pour le compte de Ferrari par le carrossier et designer Pininfarina, à la demande d'Edward Walson. Ce dernier souhaitait une réinterprétation moderne d'un modèle doré, utilisé dans le film Toby Damnit. Cet exemplaire unique est motorisé par un moteur V12 directement issu de la 599 GTB Fiorano, qui sert de base à ce modèle.